# Roger Palmer (1er comte de Castlemaine)
Pour les articles homonymes, voir Roger Palmer et Palmer.
Roger Palmer (3 septembre 1634 - 1705), 1er comte de Castlemaine, est un courtisan, diplomate et écrivain catholique anglais qui est membre du Très Honorable Conseil privé de Sa Majesté Jacques II d'Angleterre. Il est l'époux de Barbara Villiers, l'une des anciennes favorites du roi Charles II.

## Œuvres
- To all the Royalists that suffered (1666) (OCLC 165932999)
- An Account of the present War between the Venetians et Turk (1666) (OCLC 165988577)
- A reply to the answer of the Catholique apology (1668) (OCLC 165932998)
- A short and true account of the material passages (1671) (OCLC 165933000)
- The Catholique Apology (1674) (OCLC 165932996)
- The compendium : or, a short view of the late tryals, in relation to the present plot (1679) (OCLC 166078284)
- The Earl of Castlemaine's Manifesto (1681) (OCLC 166078285)